# Бета-ридер
Бета-ридер (англ. Beta reader; бета-тестер + reader «читатель») — тот, кто по просьбе автора (или переводчика) читает текст перед его передачей для публикации (то есть до редактора, корректора или внутреннего рецензента, которые работают с текстом уже по поручению издательства или периодического издания), и посылает автору отклик о прочитанном с позиций рядового читателя.
Слово появилось недавно и в русском языке встречается пока только на сайтах со свободной публикацией и в литературных форумах. Однако сама по себе практика обращения автора к сторонним лицам за предварительной оценкой сочинения и для выявления в нём стилистических просчётов, сюжетных неувязок, фактических ошибок и пр., существовала всегда.

## Бета-ридерство в художественной литературе
Во многих случаях бета-ридерами художественных текстов выступают родные, близкие и друзья автора. Например, в том, что свои новые написанные произведения они прежде всего читают своим жёнам и учитывают их мнение, признаются в своих интервью Амос Оз, Анатолий Приставкин, Евгений Гришковец, Алексей Варламов и другие писатели. В других случаях бета-ридером выступает близкий по творческим устремлениям литератор.

## Бета-ридерство в научной литературе
Общепринятой нормой в научной литературе является предварительное ознакомление с материалами нового труда нескольких близких коллег. В отличие от художественной литературы, работа бета-ридера обычно бывает зафиксирована во введении к научному труду или в особом разделе «Благодарности» (англ. Acknowledgements). Так, основоположник сравнительной паремиологии Г. Л. Пермяков завершает введение к своему труду «Пословицы и поговорки народов Востока» (1979) словами:

Считаю своим приятным долгом выразить искреннюю признательность моим первым читателям и критикам — кандидату филологических наук А. К. Жолковскому и кандидату физико-математических наук Ю. И. Левину за многие ценные замечания и советы, без которых я, наверное, не справился бы с поставленной задачей.